# Beretta Cx4 Storm

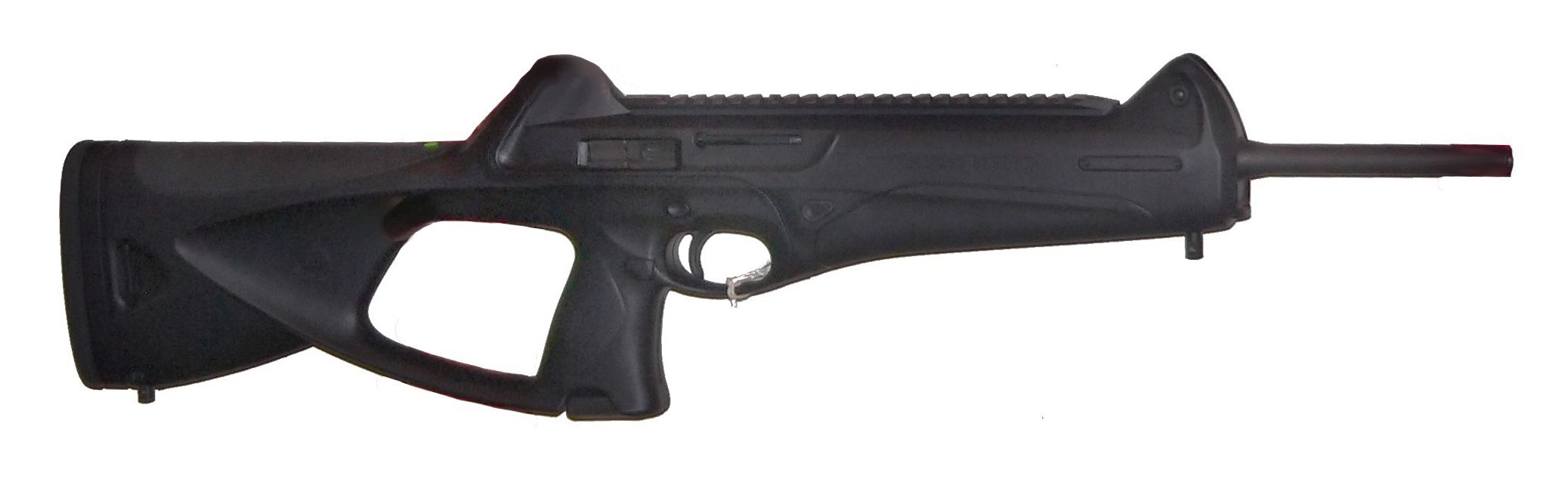
L'arme sans chargeur ni accessoire

La carabine semi-automatique Beretta CX4 Storm est une arme d'épaule destinée à la police. Elle a donné naissance au pistolet-mitrailleur Beretta Mx4. Elle fonctionne au moyen d'une culasse non calée.

## Technique
La Cx4 fonctionne au moyen d'une culasse non calée. Réalisée en polymère et en alliage, elle utilise les cartouches et les chargeurs du Beretta 92FS et ses variantes chambrées en 9x19 mm (92FS Centurion, 90 Two, etc.) mais aussi ceux du Beretta 8000 Cougar et du Beretta Px4 Storm (mais avec un adaptateur). Elle peut recevoir une lunette et divers accessoires grâce à des rails. Elle est teinte en noir.

## Données numériques
- Munitions : 9mm Parabellum, 9x21 IMI, .40 S&W et .45 ACP
- Masse à vide : 2,57 kg
- Longueur : 	755 mm
- Canon :	423 mm
- Chargeurs : 8/11/15/20 cartouches selon le calibre

## Culture Populaire
- Le Beretta Cx4 apparaît notamment dans la série Battlestar Galactica comme principal fusil d'assaut de l'humanité, ainsi que dans Tom Clancy's Rainbow Six : Siege, comme arme principale pour l'opérateur Alibi.

## Sources
Cette notice est issue de la lecture des revues spécialisées de langue française suivantes :
- Cibles HS "Spécial Sécurité" , 2005 et 2007.
- J. HUON, Encyclopédie mondial de l'Armement, tome 5, Grancher, 2014.